# Jürgen Stock
Jürgen Stock, född 8 juli 1923 i Hamburg, död 19 april 2004, var en Tysk-Venezuelansk astronom.
Minor Planet Center listar honom som Jürgen Stock och som upptäckare av 3 asteroider.
Asteroiden 4388 Jurgenstock är uppkallad efter honom.

## Asteroid upptäckt av Jürgen Stock
| (10344) 1992 CA2 [A]                           | 12 februari 1992 |
| (16565) 1992 CZ1 [A]                           | 12 februari 1992 |
| (23501) 1992 CK1 [A]                           | 12 februari 1992 |
| Upptäckt tillsammans med: A Orlando A. Naranjo |                  |